# کاران ویر مهرا
کاران ویر مهرا (انگلیسی: Karan Veer Mehra؛ زادهٔ) بازیگر، و بازیگر تلویزیون اهل هند است. وی از سال ۲۰۰۴ میلادی تاکنون مشغول فعالیت بوده است.
او در فیلم خون‌بها بازی کرده است.